# Université Bordeaux I
La Université Bordeaux I (Bordeaux 1) és una institució i universitat francès dedicada a la recerca i la investigació, situada a la ciutat de Bordeus, Aquitània. Es dedica sobretot a la tecnologia, ciència i enginyeria, però també a altres temes. Va ser creada el 1441.